# Алімардан-бек Топчибашев
Алімардан-бек Алекбер огли Топчибашев (азерб. Əlimərdan bəy Ələkbər oğlu Topçubaşov, 4 травня 1863, Тифліс — 8 листопада 1934, Париж) — азербайджанський громадський і державний діяч, юрист і журналіст, депутат Першої Державної думи Росії (1906), Голова парламенту Азербайджанської Демократичної Республіки (1918—1920).

## Життєпис
Алімардан-бек Топчібашев народився 4 травня 1863 року в Тифлісі. 1884 року закінчив I міську гімназію в Тифлісі вступив до Санкт-Петербурзького Імператорського університету на історико-філологічний факультет за Кавказькою стипендією, але вже після першого семестру відмовився від стипендії і перейшов на юридичний факультет. 1888 закінчив університет, здобувши ступінь кандидата права. Працював помічником мирового судді та секретарем окружного суду, викладав у Тифліському землемірному училищі. Переїхав до Баку, де працював присяжним повіреним.

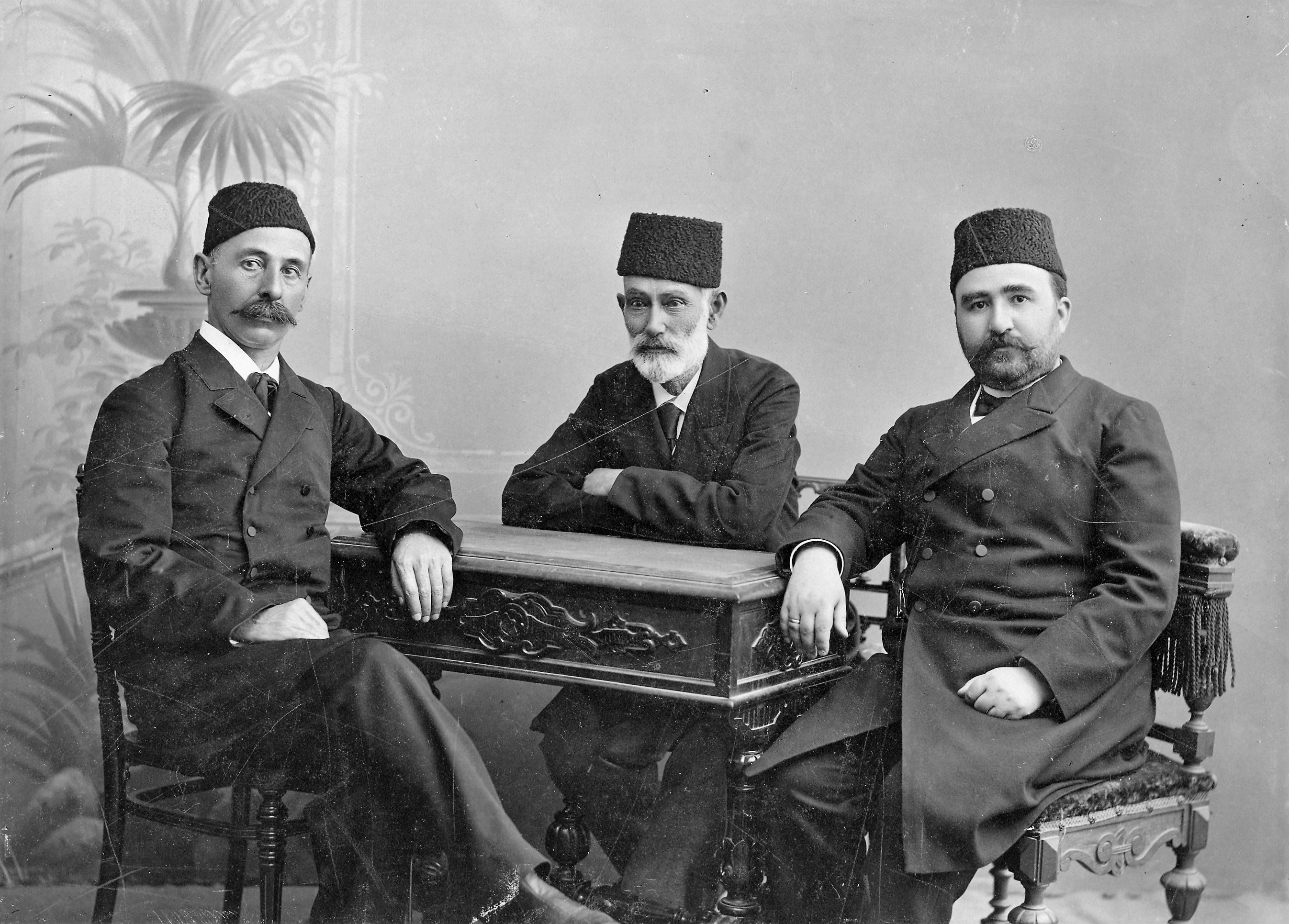
Ісмаїл Гаспринський, Гасан-бек Зардабі і Алімардан-бек Топчибашев. Баку, 1894

Топчибашев був редактором щоденної газети «Бакинський Торгово-Промисловий Листок», що видавалася в Баку від 1888 року. 24 червня 1898 року він став редактором видаваної в Баку газети «Каспій». У різні роки був також редактором газет «Баку» і «Хаят» («Життя»). Був обраний гласним Бакинської міської думи, входив до складу міської училищної комісії, піклувальних рад Маріїнської жіночої гімназії, Бакинського комерційного училища і Бакинської мусульманської жіночої школи.
Під час Революції 1905—1907 років брав участь у роботі 1-го Всеросійського мусульманського з'їзду (серпень 1905, Нижній Новгород); на 2-му (січень 1906, Петербург) і 3-му (16 серпня 1906, Нижній Новгород) з'їздах обирався головою ЦК партії Іттіфак аль-Муслімін. На 3-му Всеросійському мусульманському з'їзді засідання не були публічними і велися татарською мовою. Було затверджено програму мусульманського політичного союзу, близьку до програми кадетської партії, відмінну від неї в питаннях шкільної освіти.
Був обраний депутатом першої Державної Думи від Бакинської губернії; примикав до лівого крила фракції партії «Народна свобода». Після розпуску Думи першого скликання підписав Виборзьку відозву і засуджений за ст. 129, ч. 1, п. п. 51 і 3 Кримінального уложення, позбувшись права знову обиратися до Думи.
У лютому 1906 року учасник мирового вірмено-мусульманського з'їзду, член особливої наради при Кавказькому наміснику з вірмено-мусульманських питань.
Після Лютневої революції 1917 року виступав за збереження єдиної Російської держави і скликання Установчих Зборів, ні в які партії не вступав. З березня очолював Азербайджанський Національний Комітет. Брав участь у роботі Кавказького мусульманського з'їзду (квітень 1917, Баку) і першого Всеросійського мусульманського з'їзду (травень 1917, Москва), на яких виступав за федеративний устрій Росії.
Був обраний на Всеросійські установчі збори, розігнані більшовиками після першого засідання.

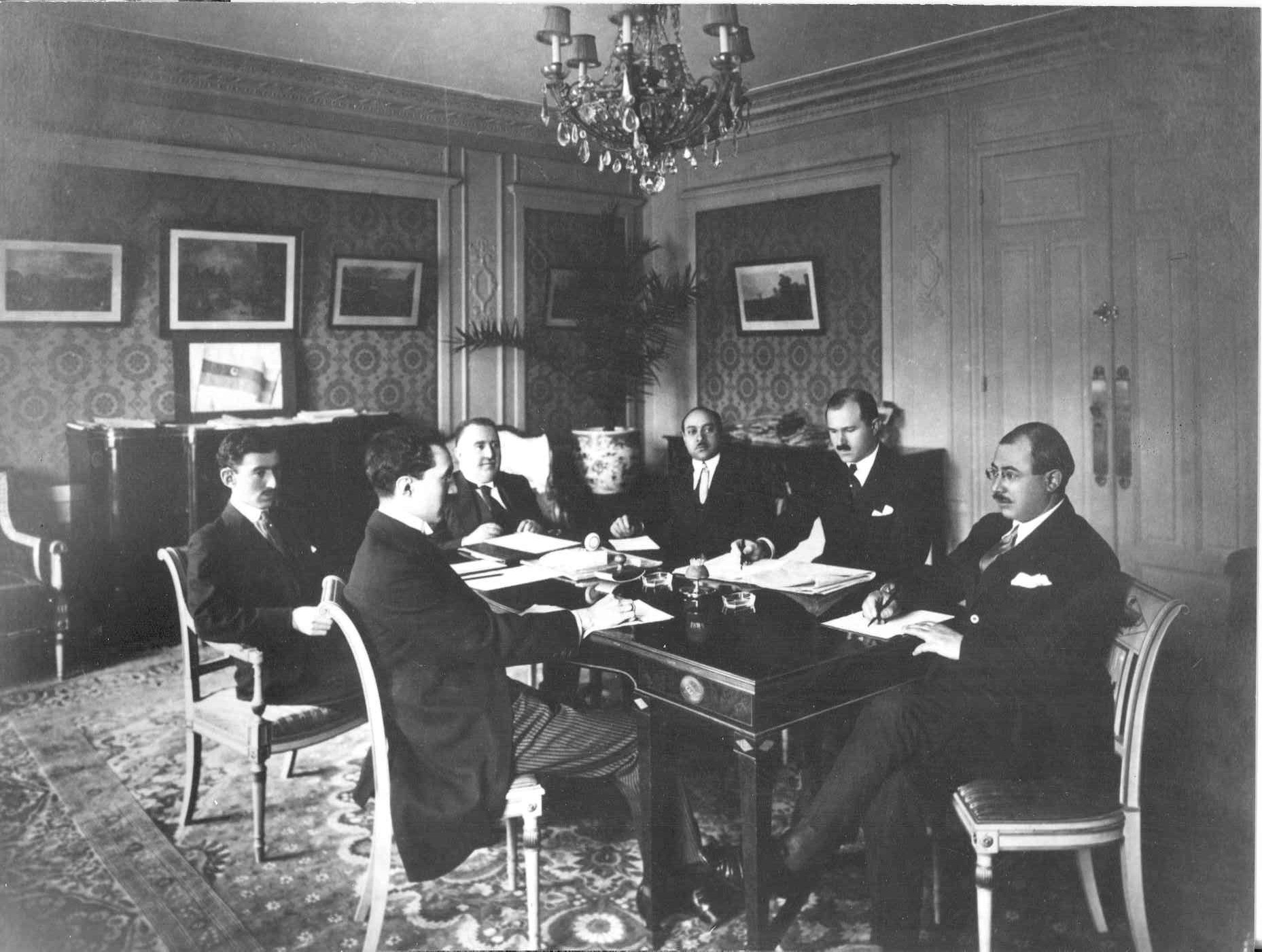
Алімардан-бек Топчібашев (третій зліва) у складі делегації Азербайджанської Республіки під час Паризької мирної конференції

Після проголошення Азербайджанської Демократичної Республіки (АДР) 28 травня 1918 року — її надзвичайний представник у Грузії, Вірменії та Османській імперії. Перебуваючи в Стамбулі, був призначений міністром закордонних справ АДР (6 жовтня — 7 грудня 1918). 7 грудня 1918 був заочно обраний головою азербайджанського парламенту. Очолював делегацію АДР на Паризькій мирній конференції.
Після встановлення в Азербайджані радянської влади (28 квітня 1920 року) — в еміграції. Учасник Генуезької конференції та Лозаннської конференції, на яких ставив питання про незаконну окупацію Азербайджану Червоною армією.
Помер у Парижі 8 листопада 1934 року. Похований у Сен-Клу, західному передмісті Парижа.

### Ставлення до релігії
За віросповіданням А. Топчибашев був мусульманином. Його батьки були шиїтами. А. Топчибашев часто виступав з загальномусульманських інтересів, ставлячи на передній план ту чи іншу мусульманську течію. У своєму листі до Салімгірея Джантюріна від 1908 року, щодо створення загальномусульманського духовного закладу, він акцентував на відстоюванні ісламськими течіями своєї індивідуальності, що перешкоджало цьому задуму. У зв'язку з цим А. Топчибашев писав: «якби я мав владу, повісив би всіх сунітів, шиїтів, азамітів та ін., і залишив би одних мусульман», підтримавши також заяву закавказького шейх-уль-іслама шиїта Абдуссалама Ахундзаде про невизнання ним цих течій, оскільки той вважає себе мусульманином. При цьому, погоджуючись з точкою зору, що відмінність між сунітами і шиїтами суто політична, він вважав її роздутою «тільки палкою фантазією персів, які ввели в іслам багато з релігії Зороастра» (перси традиційно шиїти — прим.).
Пізніше А. Топчибашев прямо вказав на свою приналежність до сунітської течії ісламу. Так, на зустрічі з великим візиром Османської імперії Талаат-пашею в жовтні 1918 року, останній повідомив йому, що на питання посла Йоффе «Що у вас спільного з кавказькими мусульманами? Адже вони шиїти, а ви турки-суніти» він заявив про свою приналежність до шиїтів (Талаат-паша був послідовником суфійського ордену Бекташи, близького до шиїзму). Тоді А. Топчибашев додав: «Якби я був з Вами в Берліні, я б сказав панові Йоффе, що я — кавказький мусульманин, але я — суніт (хоча й народжений від батьків-шиїтів)».

## Пам'ять
- На фасаді будинку, де проживав у Парижі Алімардан-бек Топчибашев, встановлено меморіальну дошку[13][14].
- 2013 року в Азербайджані випущено поштову марку з портретом Алімардан-бека Топчибашева[15].
- Ім'я Алімардан-бека Топчибашева носить одна з вулиць міста Баку.

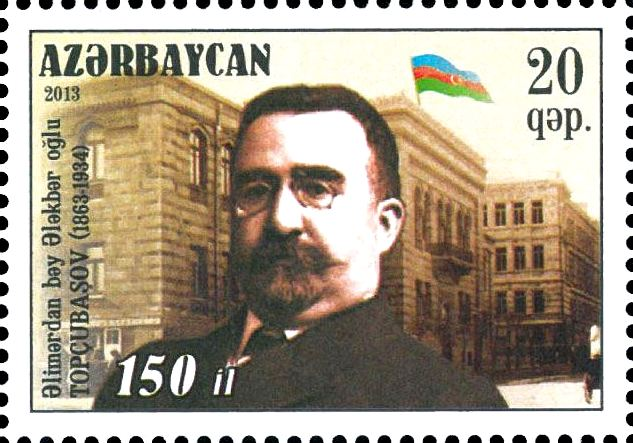
Поштова марка Азербайджану, присвячена 150-річчю Топчибашева
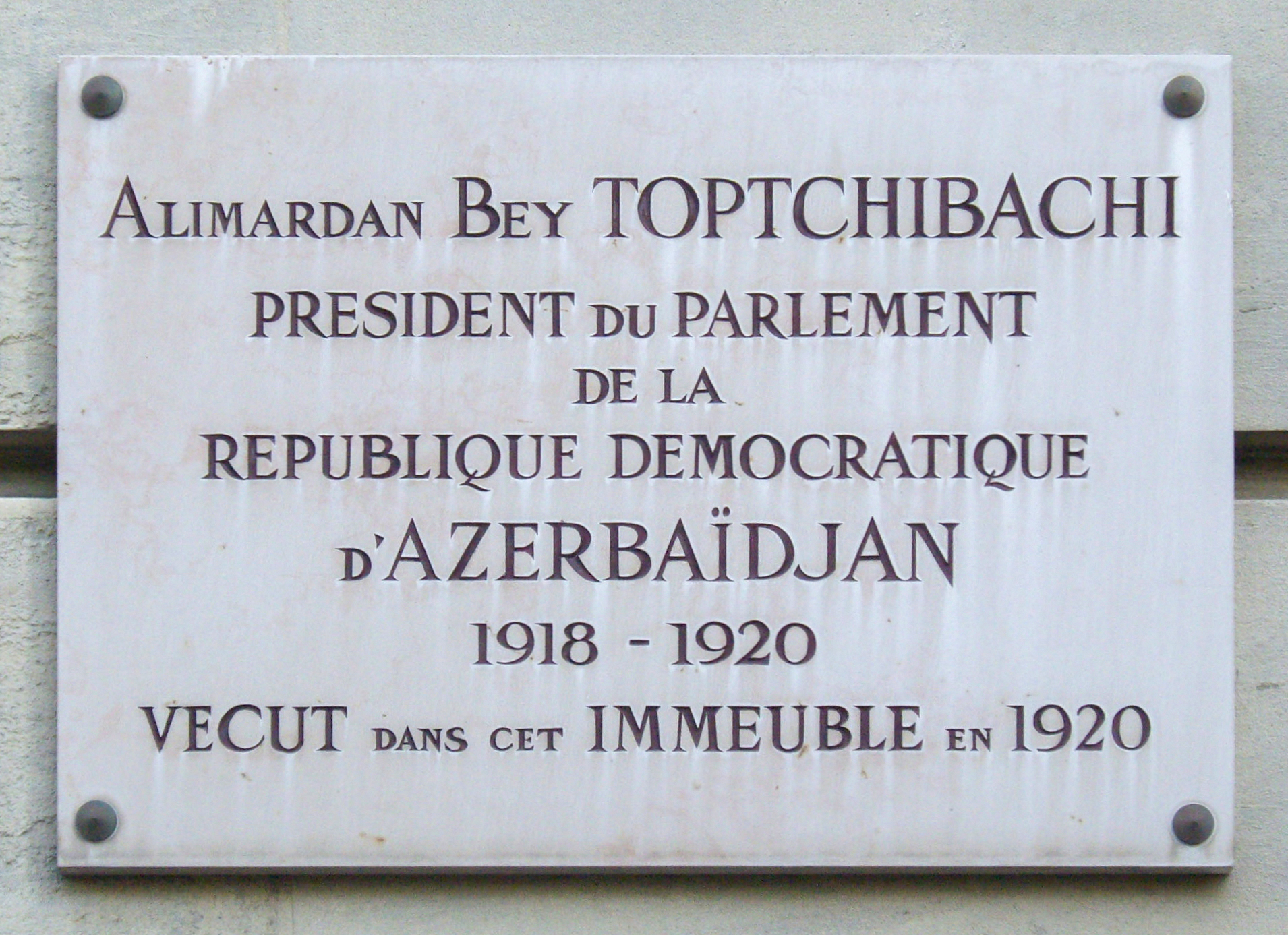
Меморіальна дошка на фасаді будинку в Парижі, в якому жив Топчибашев 1920 року
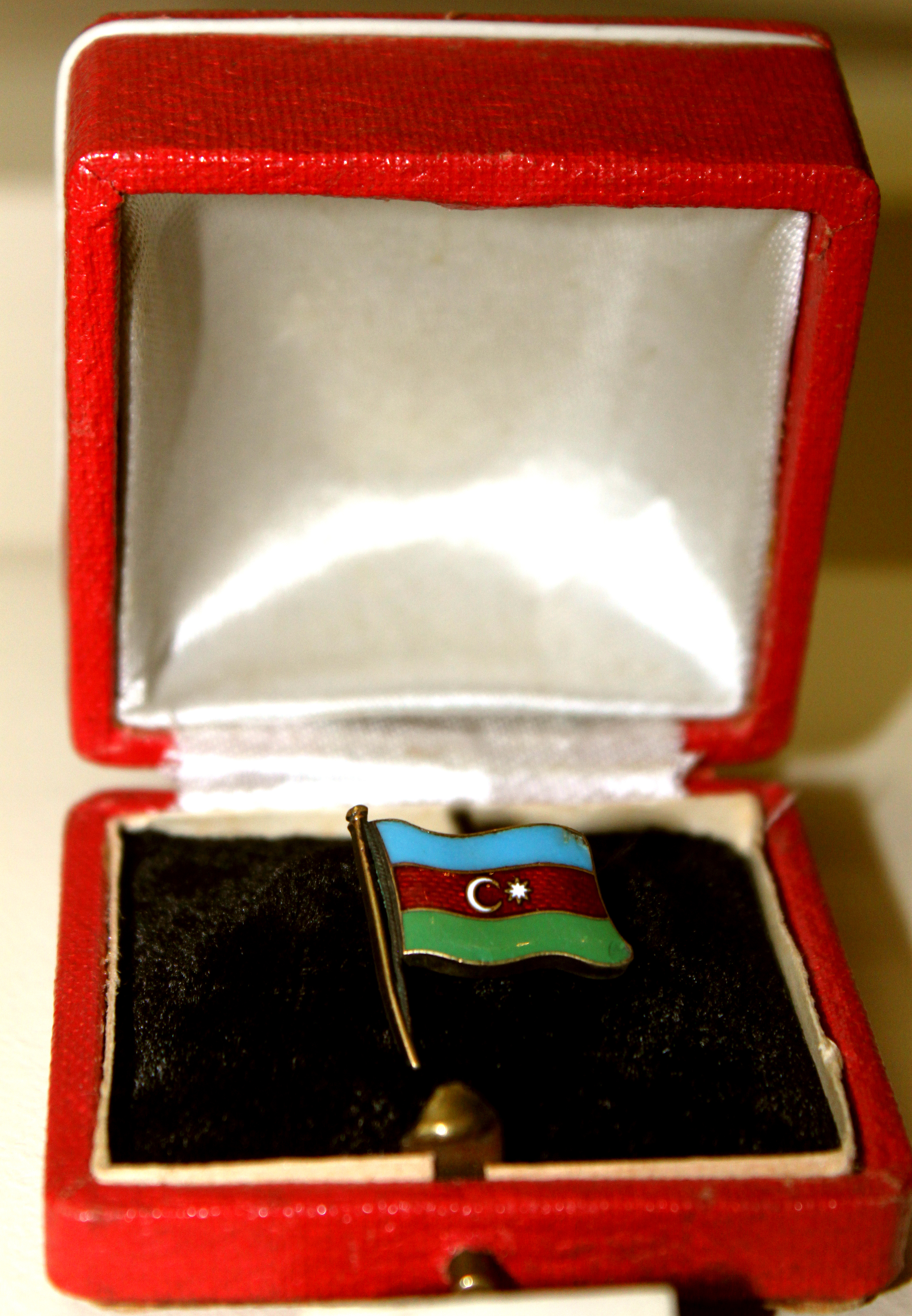
Депутатський значок Алімардан-бека Топчибашева
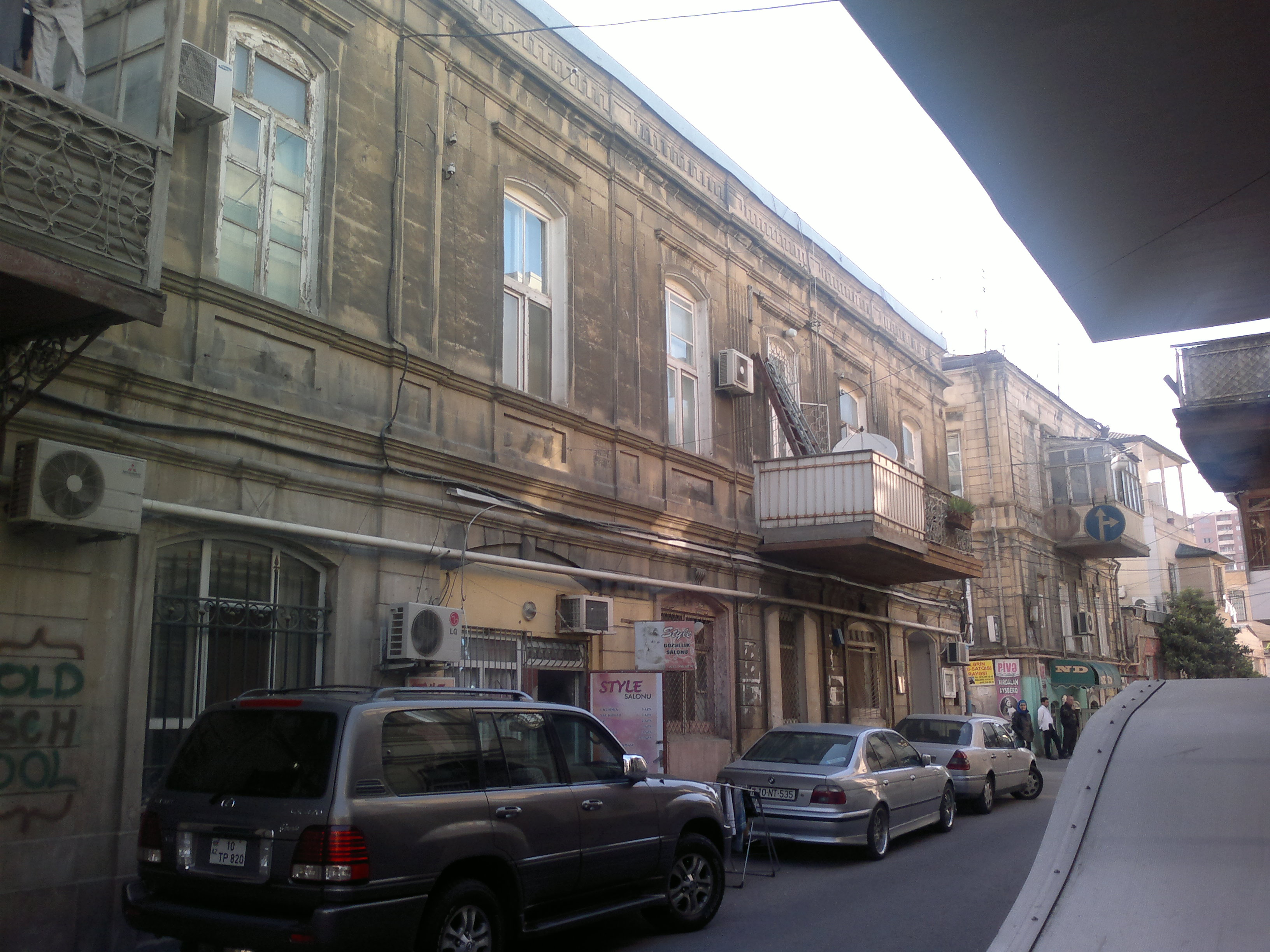
Вулиця Алімардан-бека Топчибашева в Баку